# NGC 4420
NGC 4420 (również NGC 4409, PGC 40775 lub UGC 7549) – galaktyka spiralna z poprzeczką (SBbc), znajdująca się w gwiazdozbiorze Panny. Należy do Gromady w Pannie.
Odkrył ją William Herschel 24 stycznia 1784 roku. Ponownie obserwował ją 23 lutego tego samego roku. Obliczone przez niego pozycje obiektu z obu obserwacji nie były dokładne i dość mocno się różniły, toteż Herschel skatalogował galaktykę dwukrotnie. John Dreyer w swoim katalogu umieścił obie obserwacje Herschela pod numerami NGC 4420 i NGC 4409, z adnotacją, że prawdopodobnie jest to ten sam obiekt.